# Omilteme-Baumwollschwanzkaninchen
Das Omilteme-Baumwollschwanzkaninchen (Sylvilagus insonus) ist eine extrem seltene Kaninchenart aus der Gattung der Baumwollschwanzkaninchen. Es ist in der Sierra Madre del Sur im mexikanischen Bundesstaat Guerrero endemisch.

## Merkmale
Das Omilteme-Baumwollschwanzkaninchen erreicht eine Körperlänge von 43 Zentimetern. Die Schwanzlänge beträgt 4,0 Zentimeter, die Hinterfußlänge 9,3 Zentimeter und die Ohrenlänge 6,2 Zentimeter. Der Oberkopf und das Rückenfell sind dunkel ocker-sandfarben mit einem ocker-lohfarbenen Anflug und einer kräftigen grau-schwarzen Tönung. Die Wangen, die Flanken und das Hinterteil sind ein wenig heller und grauer als der Rücken. Die Nase und der Bereich über den Augen ist schmutzig grau-sandfarben. Der Nacken ist stumpf schmutzig rostfarben. Die Schwanzoberseite ist stumpf dunkel rötlichbraun. Die Schwanzunterseite ist schmutzig bräunlich-sandfarben. Der Hals und die Kehle sind stumpf dunkel sandfarben. Die Oberschenkel und die Schultern sind ocker-lohfarben. Der Bauch ist weiß mit einem bläulich durchschimmernden Unterfell. Die Vorderfüße sind hinten schmutzig weiß und vorne ocker-lohfarben. Die Hinterfüße sind vorne schmutzig weiß und hinten ocker-lohfarben verwaschen. Die Fußsohlen sind dunkel rauchbraun. Die Ohren sind an der gewölbten Oberseite dunkel schwarz-braun meliert und etwas schwärzlicher entlang der Vorderseite und an der Spitze.

## Verbreitung und Lebensraum

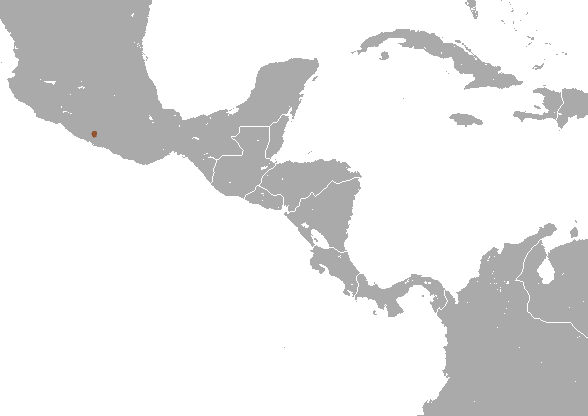
Verbreitungskarte des Omilteme-Baumwollschwanzkaninchen

Das Omilteme-Baumwollschwanzkaninchen hat ein stark fragmentiertes Verbreitungsgebiet von weniger als 500 km². Es ist endemisch in der Region von Omilteme nahe Chilpancingo in der Sierra Madre del Sur. Sein Lebensraum sind dichte Nebelwälder, Kiefern und Kiefern-Eichenwälder in Höhenlagen zwischen 2.300 und 5.280 Meter.

## Lebensweise
Über seine Lebensweise ist nur wenig bekannt. Es lebt im dichten Unterholz, macht Wechsel und bewohnt Baue unter Felsen oder ähnlichen Schutz. Das Omilteme-Baumwollschwanzkaninchen ist überwiegend nachtaktiv und daher schwierig zu beobachten und zu fangen.

## Gefährdung
Das Omilteme-Baumwollschwanzkaninchen war lange Zeit nur von drei Museumsexemplaren bekannt. 1990 wurde es von der IUCN in die Kategorie „ausgestorben“ klassifiziert, nach dem es seit 1960 keinen Nachweis mehr gab. Nach einer unbestätigten Sichtung im Jahre 1991 wurde die Art 1994 in die Kategorie „stark gefährdet“ und 1996 in die Kategorie „vom Aussterben bedroht“ gelistet. 2008 wurde es in die Kategorie „stark gefährdet“ zurückgestuft.
Bei einer 52-tägigen Suchaktion im Jahre 1998 fand ein Expeditionsteam zunächst nur Exemplare des Mexikanischen Baumwollschwanzkaninchens (Sylvilagus cunicularius). Die Forscher lernten jedoch Einheimische kennen, denen es gelang zwei Exemplare des Omilteme-Baumwollschwanzkaninchens zu sammeln, von denen sich eines heute in der Sammlung des Instituto de Biologia, Universidad Nacional Autonoma de Mexico befindet. Die beiden Tiere wurden ungefähr einen Kilometer südsüdöstlich von Omilteme in einer Höhenlage von 2.300 Metern erlegt.
Als Hauptgefährdungsursachen gelten Lebensraumverlust durch Entwaldung und Überweidung sowie Überjagung. Der Lebensraum des Omilteme-Baumwollschwanzkaninchens befindet sich innerhalb des Historia Natural del Parque Ecológico Estatal Omiltemi.